# 児玉三代子
児玉 三代子（こだま みよこ、1939年8月8日 - ）は、日本の元女子バレーボール選手。

## 来歴
鹿児島県鹿児島市出身。「好きだったので」中学3年次よりバレーボールを始める。鹿児島実践女子高校卒業を経て、鐘紡博多チームに入部。さらに四日市チームに転勤、移籍した。
1962年に全日本メンバーに選出され、アジア大会に出場。金メダル獲得に貢献した。

## 人物・エピソード
鐘紡四日市工場では給与係として勤務した。給与係の多くがバレーボール部員だったため、他の同僚に仕事を託すこともできず残業し、仕事とバレーボールの両立を図ったという。
Vプレミアリーグ・東レの野村明日香は児玉の孫である。

## 球歴
- 所属チーム履歴

鹿児島市立長田中学校 → 鹿児島実践女子高校 → 鐘紡博多/鐘紡四日市
- 全日本代表 - 1962年